# Università della California - San Diego
L'Università della California - San Diego (comunemente nota come UCSD oppure UC San Diego) è un'università della California meridionale, altamente selettiva e preminentemente orientata alla ricerca scientifica.
Quest'università, che ha sede a La Jolla, è uno dei dieci campus dell'Università della California, fu fondata nel 1960. UCSD tende ad attrarre gli studenti maggiormente interessati in ingegneria e scienze a causa della forte presenza nella zona del settore delle telecomunicazioni (ad es. Qualcomm) e delle biotecnologie (Life Technologies, Illumina, etc.). Parte di UCSD è anche lo Scripps Institution of Oceanography.
Vicino al campus di UCSD, sempre in La Jolla, vi sono diversi prestigiosi centri di ricerca, come lo Scripps Research Institute, il Salk Institute for Biological Studies, il Sanford-Burnham Institute for Medical Research con il quale vi sono diverse collaborazioni scientifiche. Una delle più recenti è l'istituzione del Sanford Consortium for Regenerative Medicine, aperto nel 2012, nel quale scienziati molto rinomati a livello mondiale affiliati a UCSD e a questi 3 istituti perseguono ricerche sulle cellule staminali.
Per quel che riguarda gli studi undergraduate (la laurea triennale italiana), il campus di San Diego è tra le migliori otto università pubbliche statunitensi secondo lo U.S. News & World Report. Per quello che riguarda invece i corsi graduate o i Ph.D sono valutati tra i migliori 20 negli Stati Uniti secondo il National Research Council. Nel 2007 la classifica accademica delle università mondiali, redatta dalla Shanghai Jiao Tong University, ha inserito San Diego al 12º posto negli Stati Uniti e al 14º nel mondo, considerando fattori come la qualità della ricerca scientifica, la provenienza di premi Nobel (l'università ne vanta dodici tra i suoi studenti) ecc.